# Wieża telewizyjna Nagoja
Wieża telewizyjna w Nagoi (jap. 名古屋テレビ塔 Nagoya Terebi-tō) – wieża telewizyjna w Nagoi, zbudowana ze stalowych kratownic. 

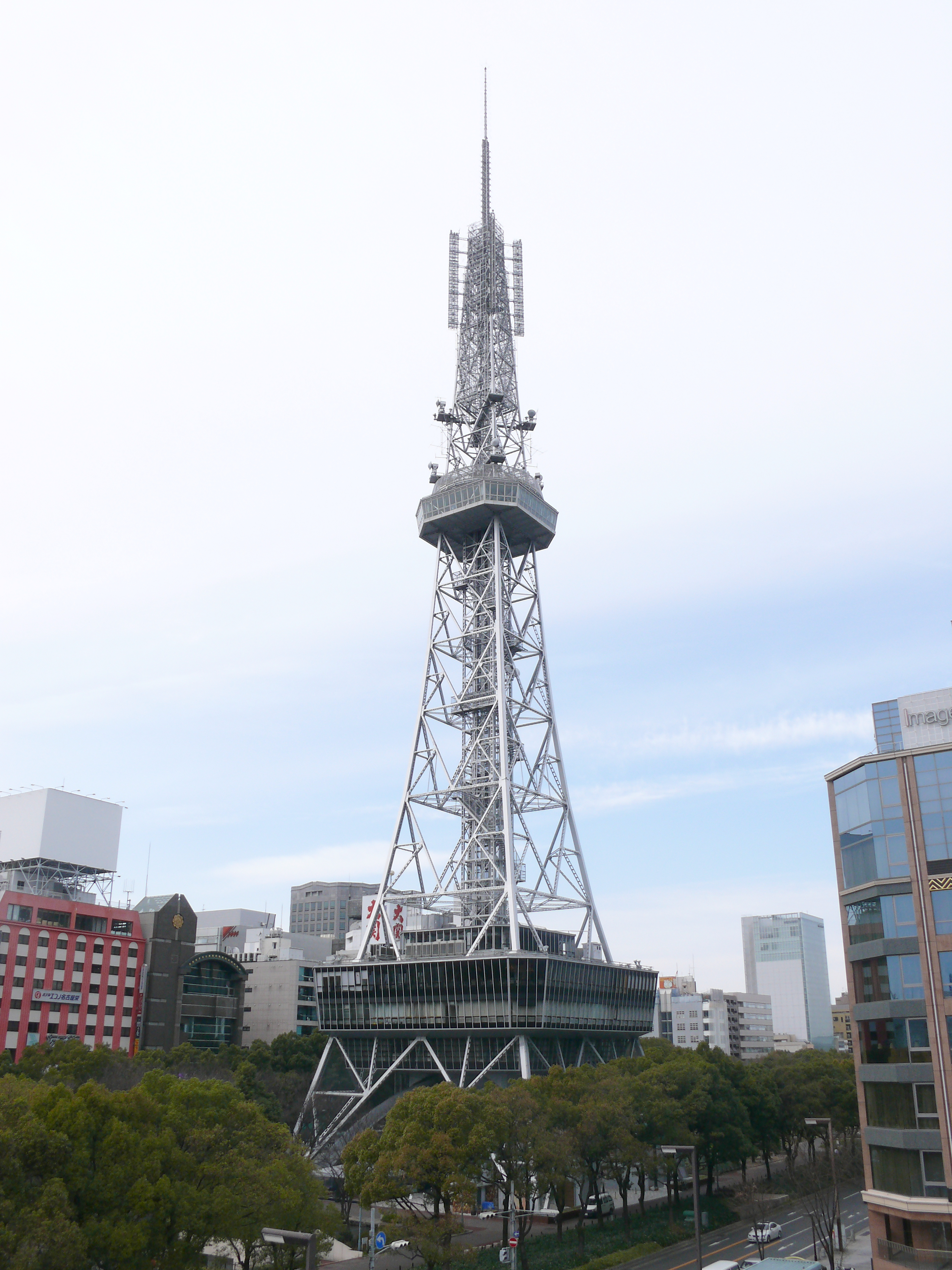
Nagoya TV Tower

Jest to najstarsza wieża telewizyjna w Japonii, wzniesiona według projektu architekta Tachū Naitō. Budowę rozpoczęto 19 września 1953 roku, a zakończono 19 czerwca 1954 roku. Ma ona 180 metrów wysokości i dwie platformy obserwacyjne na wysokości: 30 metrów i 100 metrów. 
Wieża znajduje się w centrum miasta, w Hisaya Ōdori Park, w części dzielnicy Naka o nazwie Sakae.